# Rajd Finlandii 1994
Rezultaty Rajdu Finlandii (44. Neste 1000 Lakes Rally), eliminacji Rajdowych Mistrzostw Świata w 1994 roku, który odbył się w dniach 26-28 sierpnia. Była to ósma runda czempionatu w tamtym roku. Bazą rajdu było miasto Jyväskylä.

## Wyniki końcowe rajdu
| Msc.                   | Kierowca               | Pilot                  | Samochód                | Czas                   | Strata                 | Grupa                  | Punkty                 |
| Klasyfikacja generalna | Klasyfikacja generalna | Klasyfikacja generalna | Klasyfikacja generalna  | Klasyfikacja generalna | Klasyfikacja generalna | Klasyfikacja generalna | Klasyfikacja generalna |
| ---------------------- | ---------------------- | ---------------------- | ----------------------- | ---------------------- | ---------------------- | ---------------------- | ---------------------- |
| 1.                     | Tommi Mäkinen          | Seppo Harjanne         | Ford Escort RS Cosworth | 04:33.4                | 0.0                    | A8 M                   | 20                     |
| 2.                     | Didier Auriol          | Bernard Occelli        | Toyota Celica Turbo 4WD | 04:34.1                | +0:22                  | A8 M                   | 15                     |
| 3.                     | Carlos Sainz           | Luis Moya              | Subaru Impreza 555      | 04:34.5                | +1:04                  | A8 M                   | 12                     |
| 4.                     | François Delecour      | Daniel Grataloup       | Ford Escort RS Cosworth | 04:39.2                | +5:38                  | A8 M                   | 10                     |
| 5.                     | Marcus Grönholm        | Voitto Silander        | Toyota Celica Turbo 4WD | 04:40.6                | +7:11                  | A8 M                   | 8                      |
| 6.                     | Lasse Lampi            | Pentti Kuukkala        | Mitsubishi Galant VR-4  | 04:45.5                | +12:03                 | A8                     | 6                      |
| 7.                     | Thomas Rådström        | Lars Bäckman           | Toyota Celica Turbo 4WD | 04:50.1                | +16:25                 | A8                     | 4                      |
| 8.                     | Jarmo Kytölehto        | Arto Kapanen           | Mitsubishi Lancer RS    | 04:51.6                | +18:11                 | N4                     | 3                      |
| 9.                     | Juha Kankkunen         | Nicky Grist            | Toyota Celica Turbo 4WD | 04:53.3                | +19:45                 | A8 M                   | 2                      |
| 10.                    | Olli Harkki            | Antti Virjula          | Mitsubishi Lancer RS    | 04:58.4                | +24:53                 | N4                     | 1                      |
| PWRC                   |                        |                        |                         |                        |                        |                        |                        |
| 1 (8).                 | Jarmo Kytölehto        | Arto Kapanen           | Mitsubishi Lancer RS    | 04:51.6                | -                      | N4                     |                        |
| 2 (10).                | Olli Harkki            | Antti Virjula          | Mitsubishi Lancer RS    | 04:58.4                | +6:42                  | N4                     |                        |
| 3 (12).                | Harri Rovanperä        | Risto Pietiläinen      | Mitsubishi Galant VR-4  | 5:03:44                | +11:49                 | N4                     |                        |
| 2L WRC                 |                        |                        |                         |                        |                        |                        |                        |
| 1 (14).                | Grégoire de Mevius     | Willy Lux              | Opel Astra GSi 16V      | 5:07:15                | -                      | A7                     |                        |
| 2 (15).                | Alister McRae          | David Senior           | Nissan Sunny GTi        | 5:08:49                | +1:34                  | A7                     |                        |
| 3 (18).                | Pavel Sibera           | Petr Gross             | Škoda Favorit 136 L     | 5:17:54                | +10:39                 | A5                     |                        |

1. ↑  Litera M przy oznaczeniu grupy do której należy samochód oznacza, iż tylko ci kierowcy zdobywali punkty dla swoich zespołów liczonych w klasyfikacji producentów na koniec sezonu.

## Klasyfikacja po 7 rundach
Tabele przedstawiają tylko pięć pierwszych miejsc.

### Kierowcy
| Lp. | Kierowca          | Pkt |
| --- | ----------------- | --- |
| 1   | Didier Auriol     | 90  |
| 2   | Carlos Sainz      | 84  |
| 3   | Juha Kankkunen    | 74  |
| 4   | Armin Schwarz     | 31  |
| 5   | Francois Delecour | 30  |

### Producenci
| Lp. | Producent  | Pkt |
| --- | ---------- | --- |
| 1   | Toyota     | 145 |
| 2   | Subaru     | 129 |
| 3   | Ford       | 88  |
| 4   | Mitsubishi | 41  |